# Гоноринхоподібні
Гоноринхоподібні (Gonorynchiformes) — ряд променеперих риб з числа остаріофіз. Включає важливу промислову молочну рибу (Chanos chanos) та низку менш відомих морських і прісноводних видів. Всього відомо близько 37 сучасних видів, 31 з яких прісноводний (всі представники родини кнерієвих).
Гоноринхоподібні — це група з різноманітними, як для такої невеликої групи риб, викопними знахідками.

## Опис
Гоноринхоподібні мають маленький рот і відсутні зуби. Вони характеризуються примітивним веберівським апаратом, утвореним першими трьома хребцями та одним або кількома видозміненими ребрами в голові. Вважається, що цей апарат є органом слуху і в більш досконалій і складній формі трапляється у споріднених коропоподібних риб. Також, як і коропоподібні, вони виробляють речовину зі своєї шкіри при пораненні, яка розчиняється у воді і дає сигнал тривоги для інших риб.
За зовнішніми ознаками ця група виглядає дуже неоднорідною. Члени окремих родин помітно різняться за загальною анатомією, поведінкою, районами поширення, середовищами існування.

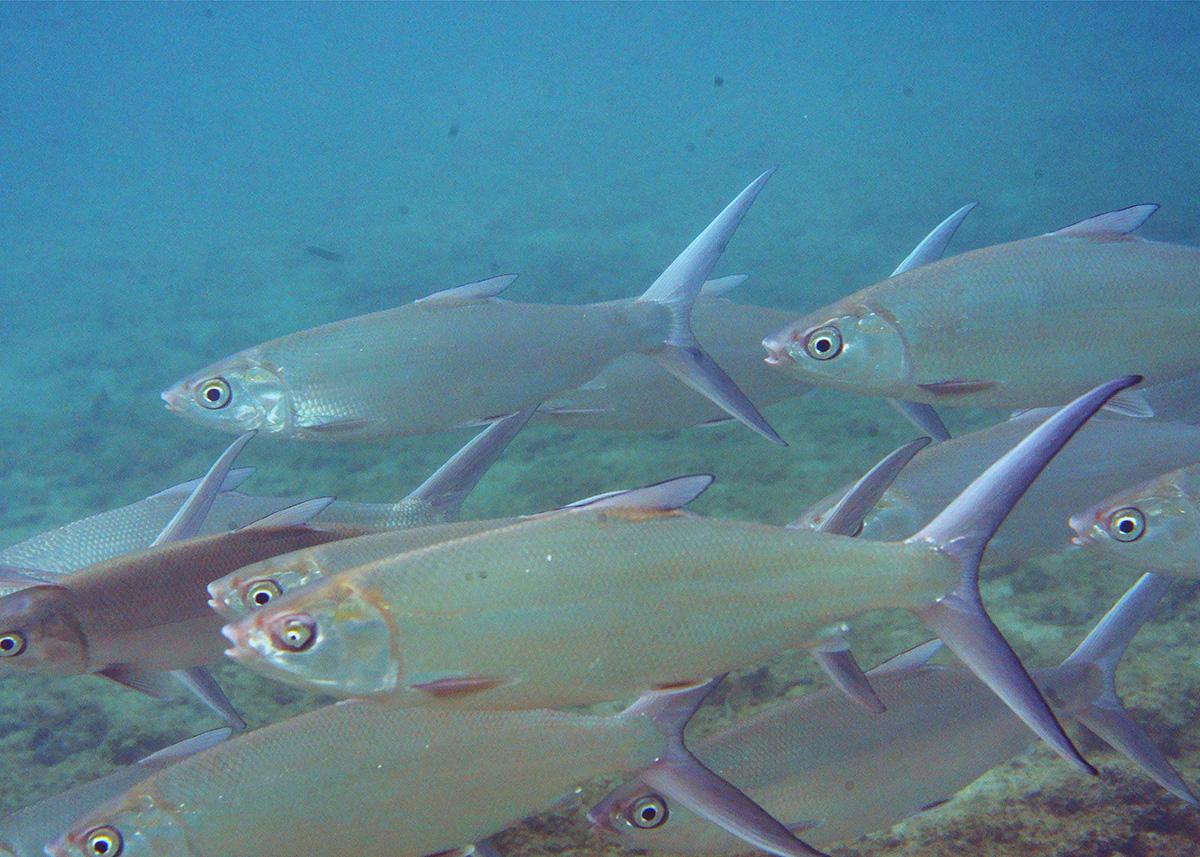
Chanos chanos
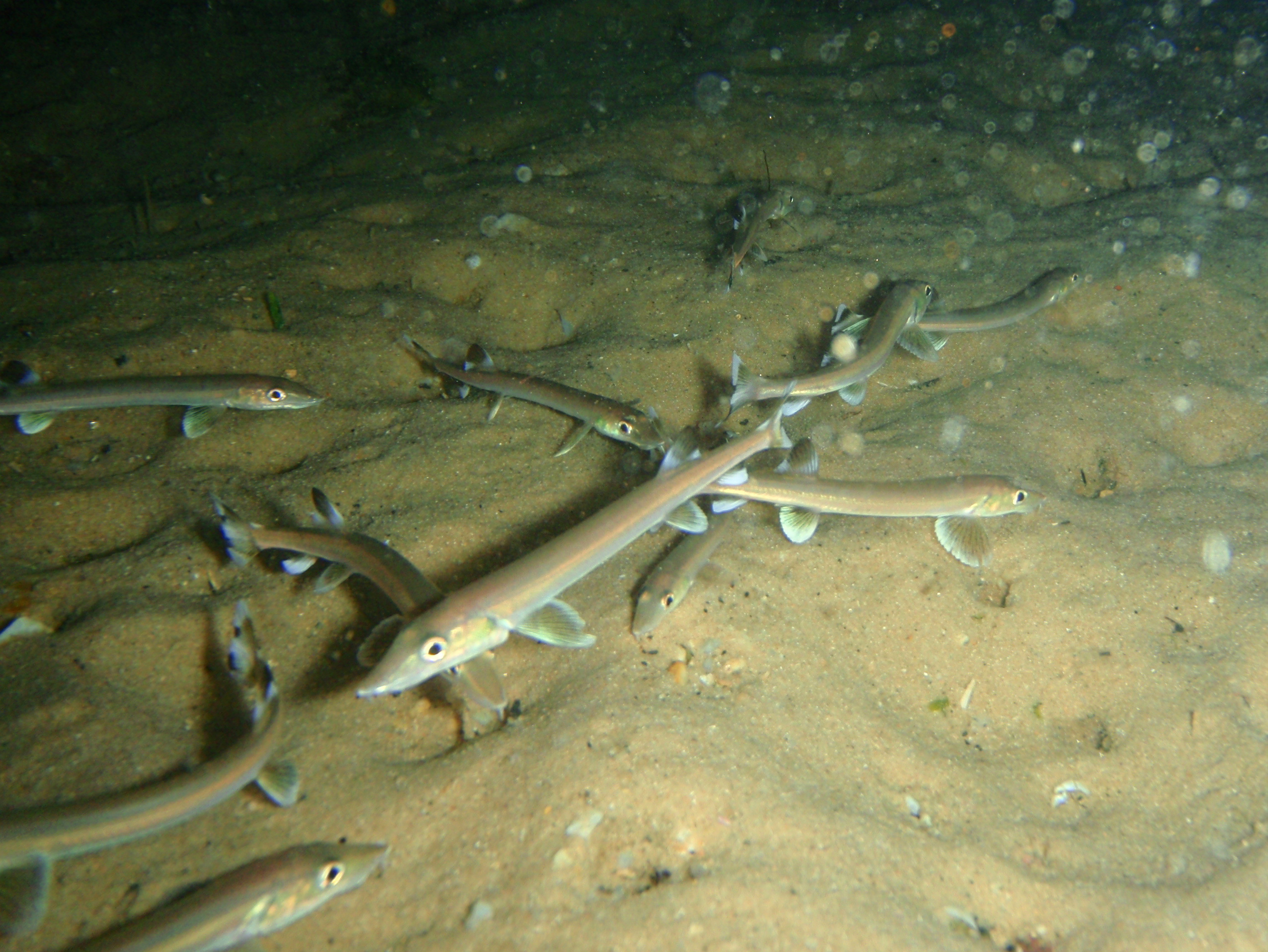
Gonorynchus gonorynchus
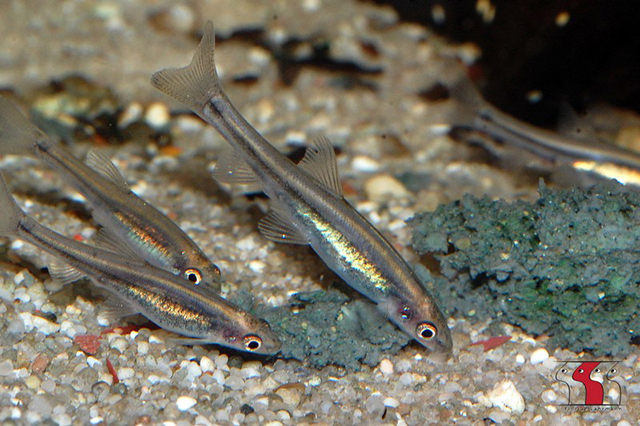
Kneria uluguru

## Поширення
Гоноринхоподібні зустрічаються в морських, прісних та солонуватих водах. Їхній сучасний ареал включає Африку, Південно-Східну Азію та Індо-Тихоокеанський регіон. Скам'янілості гоноринхоподібних охоплюють Європу, Північну та Південну Америку, Африку, Австралію й Азію.

## Класифікація
Загалом ряд включає 24 роди, але лише 7 із них — це сучасні риби, решта викопні.
Сучасні гоноринхоподібні поділяються на 3 родини: гоноринхові (Gonorynchidae), ханові (Chanidae) та кнерієві (Kneriidae). Колишній поділ на 2 підряди (Chanoidei та Gonorynchoidei) більше не визнається, а колишня родина Phractolaemidae тепер розглядається як підродина в складі Kneriidae.
- Ряд Gonorynchiformes  Regan, 1909
  - Родина Chanidae  Günther, 1868
    - Підродина Chaninae
      - Рід †Aethalinopsis  Gaudant, 1966
      - Рід Chanos  Lacépède, 1803
      - Рід †Dastilbe  Jordan, 1910
      - Рід †Parachanos  Arambourg & Schneegans, 1935
      - Рід †Tharrhias  Jordan & Branner, 1908

    - Підродина †Rubiesichthyinae  Poyata-Ariza, 1996
      - Рід †Gordichthys  Poyata-Ariza, 1994
      - Рід †Nanaichthys  Amaral & Brito, 2012
      - Рід †Rubiesichthys  Wenz, 1984

  - Родина †Apulichthyidae  Taverne, 1997
    - Рід †Apulichthys  Taverne, 1997

  - Родина Gonorynchidae  Fowler, 1941
    - Incertae sedis:
      - Рід †Charitopsis  Gayet, 1993
      - Рід †Hakeliosomus  Gayet, 1993
      - Рід †Halecopsis  Delvaux & Ortlieb, 1887
      - Рід †Lecceichthys  Taverne, 1998
      - Рід †Ramallichthys  Gayet, 1982

    - Підродина †Charitosominae
      - Рід †Charitosomus  von Der Marck, 1885

    - Підродина Gonorynchinae
      - Рід Gonorynchus  Scopoli, 1777

    - Підродина †Judeichthyinae
      - Рід †Judeichthys  Gayet, 1985

    - Підродина Notogoneinae  Cockerell, 1923
      - Рід †Notogoneus  Cope, 1885

  - Родина Kneriidae  Günther, 1868
    - Підродина Kneriinae
      - Tribe Cromeriini
        - Рід Cromeria  Boulenger, 1901
        - Рід Grasseichthys  Géry, 1964

      - Триба Kneriini
        - Рід Kneria  Steindachner, 1866
        - Рід †Mahengichthys  Davis, Arratia & Kaiser, 2013
        - Рід Parakneria  Poll 1965

    - Підродина Phractolaeminae
      - Рід Phractolaemus  Boulenger, 1901

## Родинні зв'язки та еволюція
Найближчими родичами гоноринхоподібних є отофізи — представники відомих рядів коропоподібних, харациноподібних, гімнотоподібних та сомоподібних. Разом вони утворюють кладу Ostariophysi.
Монофілія гоноринхоподібних була переконливо продемонстрована на основі як морфологічних, так і молекулярних даних. Але філогенетичні взаємозв'язки та еволюційна історія сучасних і викопних родів, що входять до складу ряду, є предметом дискусій вже понад 150 років. Основна причина полягає в тому, що їхня синапоморфія або анатомічні подібності не очевидні, їхню схожість, а отже й спорідненість, непросто побачити. Морфологічні, екологічні та поведінкові відмінності між різними групами гоноринхоподібних справді вражають. Тому протягом тривалого часу вчені не могли визнати, що такі таксони як Chanos, Gonorynchus, Grasseichthys, Kneria, Parakneria і Phractolaemus, можуть належати до однієї еволюційної лінії. Історично склалося так, що їх пов'язували з різними іншими таксонами. Викопні матеріали, що належать гоноринхоподіним, ще в середині XX ст. були дефіцитними, тому протягом тривалого часу взаємозв'язки між основними підрозділами цієї групи риб розглядалися майже виключно з точки зору живих таксонів. Це обумовлювало появу неправильних висновків, а розуміння еволюційної історії групи було не таким повним, як могло б бути. Монофілія групи дуже довго ставилася під сумнів або просто навіть не розглядалася як можлива.

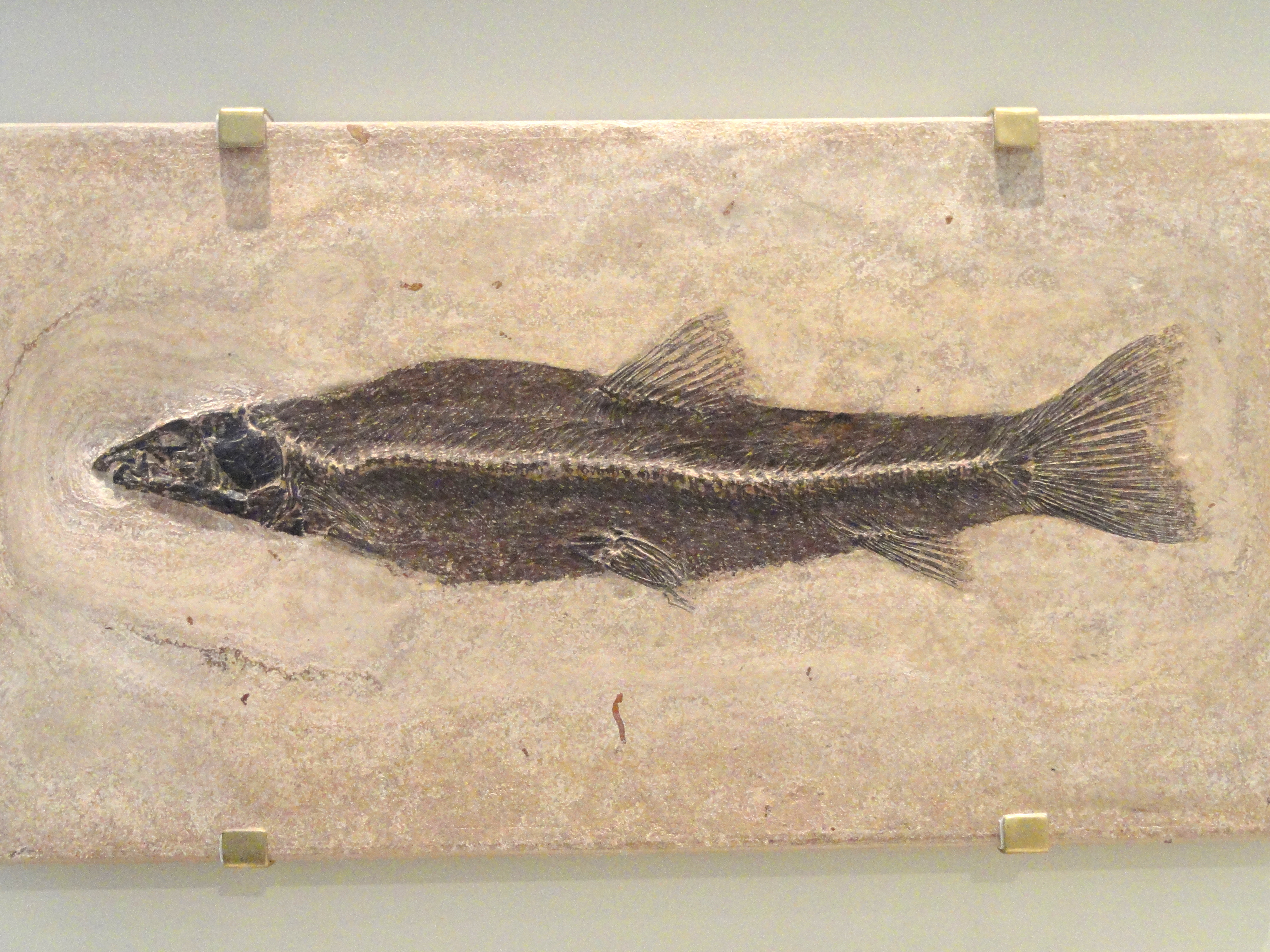
Скам'янілості Notogoneus osculus

Гоноринхоподібні як група мають спільну еволюційну історію, але вона була замаскована подальшою окремою еволюційною історією кожного конкретного таксону, що призвело до виникнення глибоко специфічних модифікацій та адаптацій. Поява гоноринхоподібних датується добою ранньої крейди, так що їх можна вважати реліктовою або «живою викопною» групою. Розкол з коропоподібними стався близько 150 млн років тому. Всі сучасні гоноринхоподібні сформувалися в окремих власних еволюційних лініях. Родини ханових та гоноринхових відокремилися вже на самому початку ранньої крейди. Брак викопних матеріалів для родини кнерієвих не дозволяє датувати час відділення цієї родини. Минув довгий час, в межах різних еволюційних ліній ряду з'явились складні й різноманітні анатомічні варіації, які замаскували спорідненість окремих підрозділів.

## Родина Chanidae
Родина Chanidae включає дві підродини: Chaninae та †Rubiesichthyinae. До складу підродини Chanidae входить єдиний сучасний вид з роду Chanos та декілька викопних видів доби ранньої крейди: †Aethalionopsis (Бельгія), †Dastilbe (Бразилія та Екваторіальна Гвінея), †Parachanos (Габон) і †Tharrhias (Бразилія, сестринський рід до Chanos, разом вони утворюють трибу Chanini).
Молочну рибу Chanos chanos  (Forsskål, 1775) відрізняє маленька щілина спрямованого вперед рота. Ці риби мають широке географічне розповсюдження, населяють тропічну та субтропічну зони Індійського та Тихого океанів. Дорослі риби живуть у відкритому океані, але нерестяться в прибережних водах. Молодь живе в солонуватих водоймах, які мають мінімальний контакт з відкритою водою. Лише ставши дорослими, риби переселяються в море. Максимальна довжина Chanos chanos 1,8 м, зазвичай близько 1,0 м.
Підродина †Rubiesichthyinae включає 2 викопні роди ранньої крейди з Іспанії (†Gordichthys і †Rubiesichthys) та ще 1 рід †Nanaichthys з Бразилії, також доби ранньої крейди, який уважається сестринською групою до двох попередніх.

## Родина Gonorynchidae
Родина Gonorynchidae включає один сучасний рід Gonorynchus з п'ятьма видами та декілька родів викопних форм. Гоноринхи — це морські риби, поширені в Індо-Тихоокеанському регіоні, іноді зустрічаються в південній частині Атлантики. Вони мають видовжене тіло, плавці в більшості розташовані позаду. Морда загострена, на її кінчику є вусик, рот нижній, верхня щелепа висунута вперед. Плавальний міхур втрачений. До числа описаних викопних родів належать †Notogoneus доби пізньої крейди, олігоцену та еоцену з Північної Америки, Європи та Австралії та європейсько-близькосхідні роди доби пізньої крейди †Charitopsis (Ліван), †Charitosomus (Німеччина, Ліван), †Hakeliosomus, Halecopsis (Англія, Бельгія, Франція), †Judeichthys, †Lecceichthys (південна Італія), †Ramallichthys (Близький Схід). Результати філогенетичного аналізу показали що рід †Notogoneus утворює сестринську кладу до решти Gonorynchidae, а рід Gonorynchus — сестринську кладу до викопних європейсько-близькосхідних форм. 8 номінальних видів †Notogoneus відомі з прісноводних водойм, решта викопних форм — це морські риби й лише деякі з них могли населяти також солонуваті води лиманів.

## Родина Kneriidae
Родина Kneriidae складається з двох підродин: Kneriinae та Phractolaeminae.
Підродина Kneriinae включає 4 роди з 30 видами. Поширені в прісних водоймах тропічної Африки та в Нілі. Поділяються на дві триби: Kneriini з родами Kneria (13 видів) і Parakneria (14 видів) та Cromeriini з родами Cromeria (2 види) і Grasseichthys (1 вид). Представники триби Cromeriini відрізняються від своїх найближчих родичів малими розмірами, відсутністю луски та бічної лінії. Максимальна довжина близько 15 см (Parakneria marmorata з Анголи).
†Mahengichthys singidaensis з еоценових відкладень Магенге (англ. Mahenge) в Танзанії є першим описаним викопним видом, що належить до підродини Kneriinae, триба Kneriini. Він утворює сестринську кладу до роду Kneria.
До складу підродини Phractolaeminae входить лише один монотипний рід Phractolaemus. Водиться в прісних водоймах тропічної Африки. Максимальна довжина близько 16 см. Тіло видовжене, рот верхній, витягнутий, верхня щелепа висовується, луски циклоїдні. В Phractolaemus плавальний міхур розділений на численні дрібні альвеоли й пристосований до дихання атмосферним повітрям, стравохід з численними складками.